# Lion's Head
Ne doit pas être confondu avec Tête du Lion.
Lion's Head (en afrikaans : Leeukop, « tête de lion ») est un pic rocheux surplombant la ville du Cap, en Afrique du Sud. Cette formation géologique haute de 669 mètres doit son nom à sa forme caractéristique qui évoqua une tête de lion aux premiers colons néerlandais. Elle est l'un des sommets les moins élevés d'un massif comprenant également les collines de Signal Hill, Devil's Peak et la montagne de la Table, et qui se prolonge vers le cap de Bonne-Espérance par les collines de Constantiaberg, de Chapman's Peak et de Swartkop.
Lion's Head est aujourd'hui un point de repère majeur dans le paysage urbain du Cap et est intégré au parc national de la montagne de la Table.

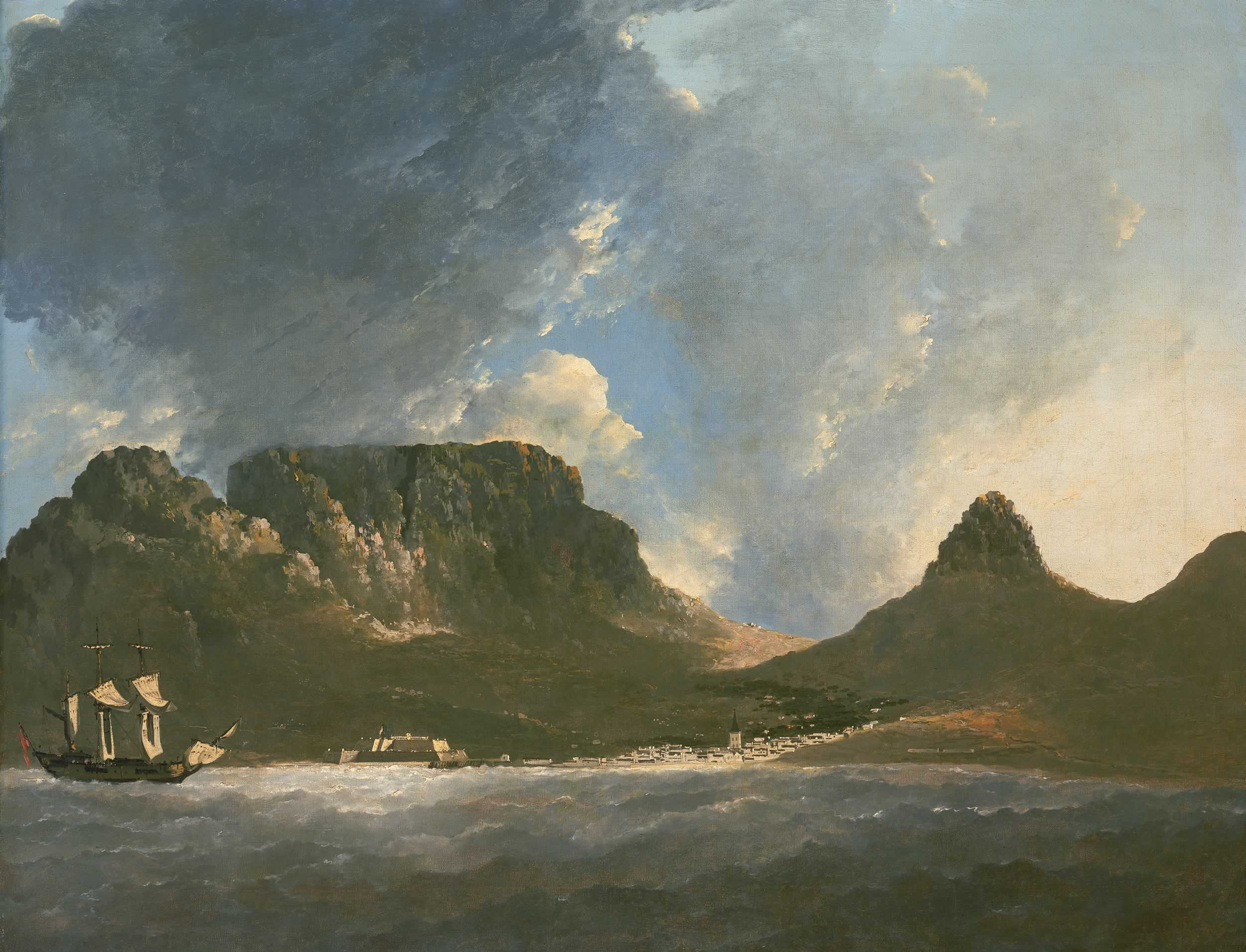
Le Cap, la montagne de la Table et Lion's Head en 1772 par le peintre William Hodges (1744-1797)

C'est au XVIIe siècle que cette formation géologique est baptisée Leeuwen Kop par les premiers colons néerlandais menés par Jan Van Riebeeck, ce qui signifie « tête de lion » en français. Par déformation, ce nom devint Leeukop en afrikaans, dénomination toujours employée par les Afrikaners d'aujourd'hui. À l'origine, les Britanniques emploient quant à eux le terme de Ye Sugar Loaf qui signifie « le pain de sucre ».
Lion's Head est un espace préservé sillonné par plusieurs sentiers de randonnée (Lion's Head Walk notamment). Ses flancs sont couverts d'une flore typique de la région du Cap, le fynbos, sorte de lande dominée par la bruyère et les protées. L'escalade de ses parois est permise mais strictement règlementée, de même que la pratique du parapente.
Les hauteurs de Lion's Head permettent de jouir d'une vue panoramique sur l'agglomération et la baie du Cap. Des randonnées nocturnes organisées les jours de pleine Lune (Full Moon Hike) constituent une tradition respectée tant par les habitants que par les touristes de passage.